# Hypsosinga alboria
Hypsosinga alboria är en spindelart som beskrevs av Yin et al. 1990. Hypsosinga alboria ingår i släktet Hypsosinga och familjen hjulspindlar. Inga underarter finns listade i Catalogue of Life.